# Češka zlatna kokoš
Češka zlatna kokoš češka je pasmina kokoši. Prvi se put spominje 1205., kada je jato čeških kokoši predstavljeno kralju Valdemaru II. iz Danske kao vjenčani dar za njegov brak s češkom princezom Margaretom iz Bohemije[nedostaje izvor]. 
Postoji sedam sojeva: zlatno točkasti, šareni, zlatni, srebrni, srebrno–točkasti, crni i crno-bijeli soj. Najčešći je zlatno–točkasti i šareni soj. Pijetlovi teže 2,3-2,80 kg, a kokoši 2-2,50 kg te snesu oko 150-190 jaja godišnje, težine 55-60 grama. Meso je kvalitetno, sočno i mekano. Tradicijski se uzgajaju na malim poljoprivrednim gospodarstvima, gdje veći dio života provedu na otvorenom. Otporne su i nemaju velike zahtjeve u prehrani.